# Вардер (Німеччина)
Вардер (нім. Warder) — громада в Німеччині, розташована в землі Шлезвіг-Гольштейн. Входить до складу району Рендсбург-Екернферде. Складова частина об'єднання громад Норторфер-Ланд.
Площа — 8,71 км2. Населення становить 685 ос. (станом на 31 грудня 2020).

## Галерея

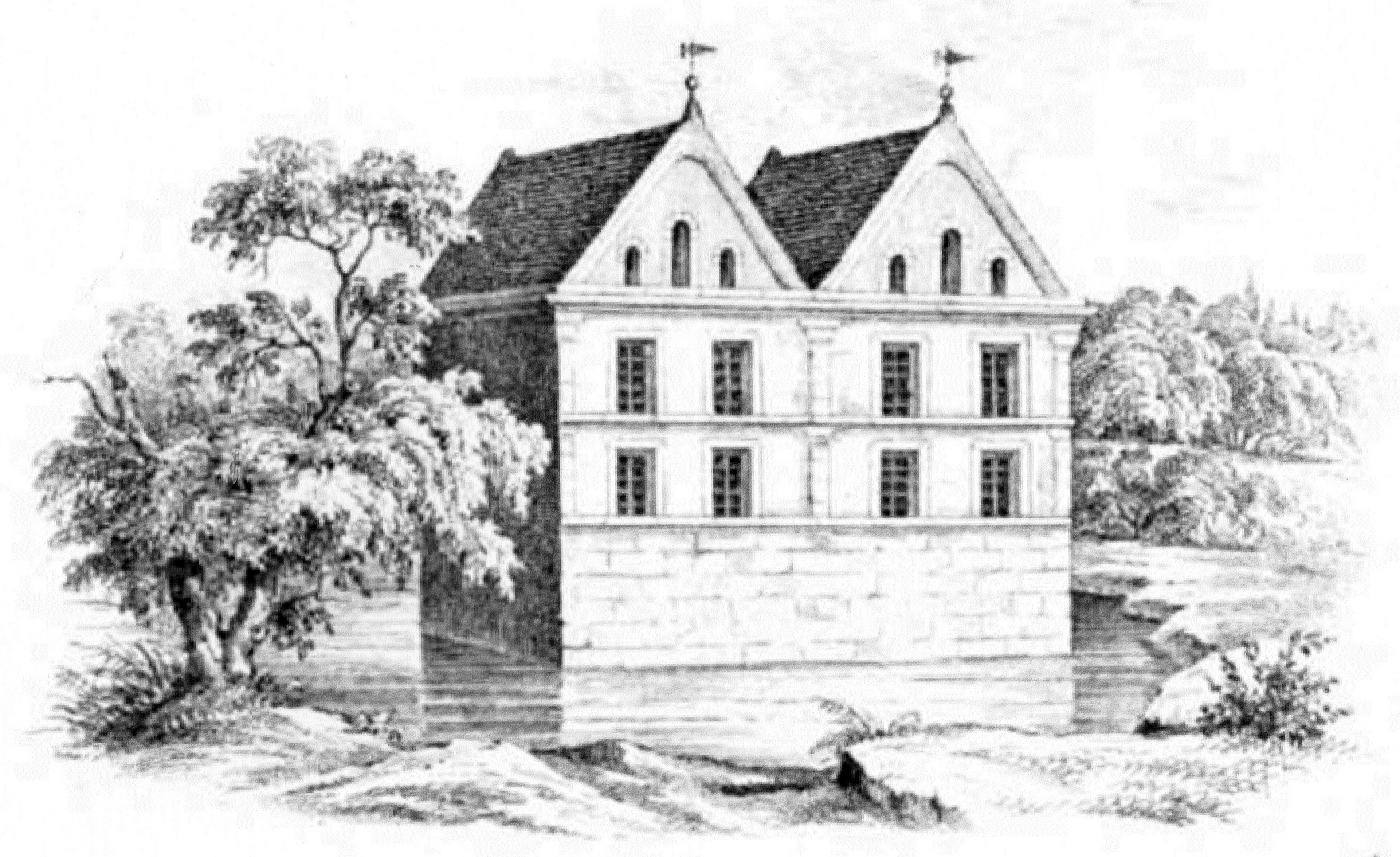